# Stanton Fredericks
Pour les articles homonymes, voir Fredericks (homonymie).
Stanton Duncan Fredericks dit Stiga Fredericks, né le 13 juin 1978 à Johannesbourg en Afrique du Sud, est un joueur de football international sud-africain, qui évoluait au poste de milieu de terrain.

## Biographie

### Carrière en club
Fredericks fut prêté avec le club du Supersport United, durant son contrat avec les Orlando Pirates.
Il a également passé trois saisons avec le club moscovite du FK Moscou, jouant en tout 13 matchs avec le Championnat de Russie.